# Historia de la Isla de Man
La Isla de Man ha estado habitada por la población humana desde finales del último período glacial, hace más de 10 000 años. Con el paso del tiempo la isla fue visitada por varios pueblos invasores y comerciantes. Después de ser colonizada por emigrantes procedentes de Irlanda en el primer milenio de la era cristiana, la isla fue posteriormente atacada por incursores vikingos de Noruega, convirtiéndose en parte del Reino de Mann y las Islas, que pasaría a formar parte primero del reino de Escocia y después de Inglaterra.
Desde el año 1866 la Isla de Man ha sido un territorio de la Corona inglesa, y dispone de un autogobierno democrático.

## Prehistoria

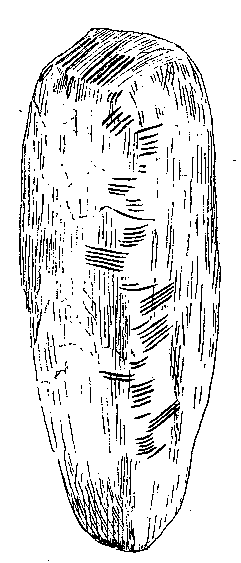
Piedra con escritura Ogham de la Isla de Man que muestra el droim en el centro. En el texto se lee BIVAIDDONAS MAQI MUCOI CUNAVA[LI]; en castellano: De Bivaidonas, hijo de la tribu Cunava[li].

Geográficamente, la Isla de Man se convirtió en una isla hace unos 85 000 años, debido a la ascensión del nivel del mar provocada por la fusión de los glaciares, y que separó las islas británicas del Mesolítico del continente europeo por última vez. Antes de este período existía un puente de tierra entre la Isla de Man y Cumbria, aunque su localización y extensión no ha sido del todo definida.
Los primeros restos humanos en la Isla de Man se remontan al período Mesolítico, también conocido como Edad Media de Piedra. Los primeros habitantes de la isla vivían en pequeños refugios naturales, cazando, pescando y recogiendo sus alimentos. Utilizaban pequeñas herramientas de pedernal o huesos, algunas de las cuales han sido encontradas cerca de la costa. Varios ejemplares de estos artefactos se exponen en el Manx Museum.
El Período Neolítico está marcado por la llegada de la agricultura, herramientas de piedra más sofisticadas y cerámica. Fue durante este período cuando se construyeron los monumentos megalíticos de la isla. Algunos yacimientos de este período pueden encontrarse en Cashtal yn Ard cerca de Maughol, King Orry´s Grave en Laxey, Meayll Circle cerca de Cregneash y Ballaharra Stones en St. Johns. Los megalitos no fueron la única influencia cultural que recibió la isla durante este período, pues también hay restos de las culturas locales de Ronaldsway y Bann.
Durante la Edad de Bronce las grandes tumbas comunales de los megalitos fueron sustituidos por pequeños túmulos funerarios. Los cuerpos eran colocados en tumbas de piedra junto con elementos ornamentales. Los túmulos funerarios de la Edad de Bronce terminaron convirtiéndose con el tiempo en elementos delimitadores del paisaje.
La Edad de Hierro se caracterizó por la llegada de influencias culturas célticas. Comenzaron a aparecer grandes asentamientos fortificados en las colinas, así como pequeños fuertes en los promontorios costeros. Son habituales los edificios redondos de madera.
Posiblemente los primeros habitantes célticos que habitaron la isla eran de origen británico. Hacia el siglo VIII se asumía que los invasores o emigrantes irlandeses formaban la base de la población manx. Se evidencia un cambio en el lenguaje de las inscripciones ogham. El gaélico manx sigue estando estrechamente emparentado con el gaélico irlandés y escocés.

## Dominio britano

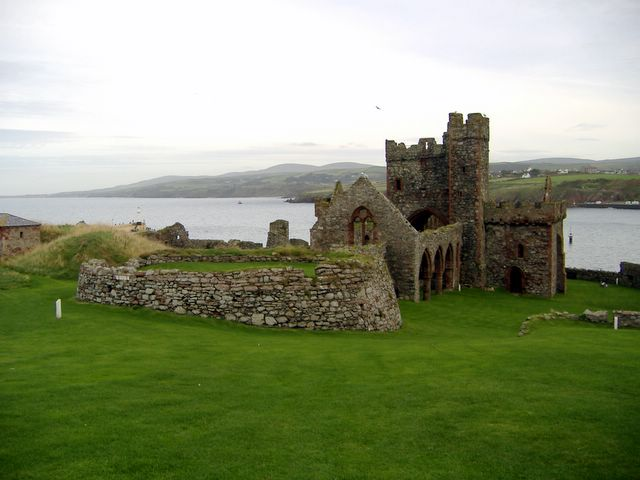
Ruinas de la catedral de San Germán en la isla de St. Patrick, en Man.

La historia secular de la Isla de Man durante el período anterior a la llegada de los irlandeses constituye un misterio. Los únicos registros supervivientes de cualquier acontecimiento anterior a las incursiones de los normandos son atribuidos a Báetán mac Cairill, rey del Úlster, a finales del siglo VI (aunque algunos autores creen que pueden pertenecer al reino de Manau Gododdin, entre los Firths de Clyde y Forth. Incluso si la supuesta conquista de las “islas menavianas” (Man y Anglesey) por parte de Edwin de Northumbria en el año 616 tuvo lugar, no fue una conquista permanente, ya que los ingleses fueron expulsados de las costas de Cumberland y Lancashire poco después, por lo que no habrían podido mantener su dominio sobre las islas al oeste de esas costas. Sin embargo, se puede especular que cuando Ecfrid de Northumbria atacó Irlanda desde Dublín a Drogheda en el año 684, posiblemente ocupó por un tiempo la Isla de Man.
A finales del primer milenio de la era cristiana, colonos procedentes de Irlanda se asentaron en Man. El lenguaje manx, una lengua de origen goidélico, proporciona las principales evidencias de esta ocupación, así como indicios de que el pueblo que originalmente ocupó la isla procedía de Gran Bretaña.[cita requerida]. Existe un destacado debate histórico sobre si el actual lenguaje manx sobrevivió a las invasiones normandas o fue reintroducido posteriormente tras la invasión nórdica. Las evidencias no son concluyentes, pero un estudio filológico de los nombres de lugares, paisaje y tierras podrían aportar nuevas pruebas.
La tradición manx atribuye la conversión de la isla al cristianismo a San Maughold (Maccul), un misionero irlandés que dio su nombre a una parroquia. El nombre de la isla deriva de Manannán mac Lir, el dios del mar británico y gaélico.

## Dominio escandinavo

### Reino vikingo

El Reino de Man y de las Islas a finales del.

Dentro del período de dominación escandinava existen dos épocas principales –el período anterior a la conquista de Man por Godred Crovan en el año 1079 y el posterior. La guerra y la inestabilidad caracterizan el primer período, mientras que el siguiente se caracteriza por la paz y la estabilidad.
Entre los años 800 y 815 los vikingos saquearon la isla y entre el período 850 -990 comenzaron a crear asentamientos permanentes, sometiendo la isla al dominio de los reyes escandinavos de Dublín; entre el período 990 – 1079 la isla pasó a ser una posesión del jarl de las Orcadas.
Entre los años 1025-1065 en Man existió una ceca que acuñó moneda. Estas monedas de Man eran acuñadas para el comercio dublinés. Las primeras monedas fueron acuñadas bajo el reinado de Sihtric, lo que también evidencia que la isla se encontraba bajo la influencia de Dublín en este período.
El conquistador Godred Crovan fue un destacado guerrero, aunque se conserva poca información sobre su figura. De acuerdo con el Chronicon Manniae, consiguió someter Dublín y gran parte de Leinster en Irlanda, y derrotó a los escotos. Es probable que el recuerdo de este gobernante sobreviva en la tradición, posiblemente en la figura del legendario Rey Gorse u Orry. Hacia el año 1079 creó el Reino de Mann y las Islas, que incluyó las islas sudoccidentales de Escocia (Sodor) hasta el año 1164, cuando se crearon dos reinos separados.
Las islas bajo el dominio de Godred eran llamadas las Suðreyjar (Sudreys o islas del sur), en contraste con las Norðreyjar (o islas del norte), entre las que se encuentran las Orcadas, Shetland, Hébridas y todas las islas occidentales de Escocia, incluyendo Man. Posteriormente sus sucesores tomaron el título de Rex Manniae et Insularum (Rey de Man y de las Islas). La capital del reino se encontraba en la isla de St. Patrick, donde fue construido el castillo Peel sobre un antiguo monasterio céltico.

### Fin de la Era vikinga
Olaf I de Mann, hijo de Godred, disponía de un poder considerable, y de acuerdo con las crónicas de Mann, estuvo estrechamente aliado con los reyes de Irlanda y Escocia. Su reinado (1113-1152) fue pacífico. Su hijo Godfred V de Mann (1153-1158) también gobernó brevemente sobre Dublín, y como resultado de una disputa con su vasallo Somerled perdió las islas costeras de Argyll, y de esta forma el reino se dividió.
Durante la década de 1130 la Iglesia envió una misión para establecer el primer obispado de la Isla de Man y nombró a Wimund como primer obispo. Pronto renunció a su papel eclesiástico, embarcándose con una banda de seguidores e iniciando una carrera de asesinato y saqueo por Escocia y las islas cercanas.
A principios del siglo XIII, durante el reinado de Ragnald (1187-1229), el rey rindió vasallaje al rey Juan sin Tierra de Inglaterra (1199-1216), y por primera vez los registros muestran la intervención inglesa en los asuntos de Man. Sin embargo, durante todo el período escandinavo el Reino de Man y de las Islas estuvo nominalmente bajo la soberanía de los reyes de Noruega, que sólo intervenían muy ocasionalmente. Harold Haarfager conquistó Man en el año 885 y Magnus Barfod hacia el 1100. Desde mediados del siglo II hasta 1217 la soberanía de Man, debido a las disensiones producidas en Noruega, se mantuvo básicamente inalterada, pero finalmente Noruega entró en colisión con el creciente poder de Escocia.

## Dominio de Escocia
Finalmente, en el año 1261, Alejandro III de Escocia envió mensajeros a Noruega para negociar la cesión de las islas, pero sus esfuerzos fueron infructuosos. Pronto se iniciaron hostilidades abiertas entre los dos reinos, que culminaron en la indecisa Batalla de Largs contra la flota noruega en 1263. Sin embargo, el rey Haakon Haakonsson murió al invierno siguiente, y esto permitió al rey Alejandro ganar la guerra. Magnus III de la Isla de Man (1252-1265), que había luchado en el bando noruego, tuvo que entregar todas las islas sobre las que gobernaba, excepto Man, pero se convirtió en vasallo del rey escocés. Dos años después Magnus de Man murió y en 1266 el rey Magnus VI de Noruega cedió todas las islas, incluyendo a Man, a Escocia en el Tratado de Perth a cambio de la suma de 4.000 marcos de oro y un tributo de 100 marcos anuales. El gobierno de Escocia sobre Man no se asentó firmemente hasta 1275, cuando los manx fueron derrotados en la decisiva Batalla de Ronaldsway, cerca de Castletown.

## Dominio de Inglaterra

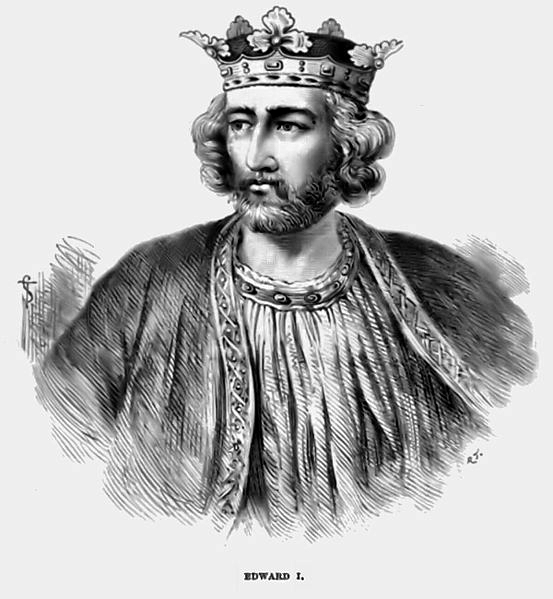
Eduardo I de Inglaterra.

En 1290 el rey Eduardo I de Inglaterra se apoderó de Man, que permaneció en manos inglesas hasta 1313, cuando Robert Bruce se apoderó de la isla tras asediar el castillo Rushen durante cinco semanas. En 1346, cuando la batalla de Neville´s Cross decidió la larga guerra entre Inglaterra y Escocia a favor de Inglaterra, comenzó un período confuso en el que la isla de Man pasó en varias ocasiones de Escocia a Inglaterra y viceversa.
Hacia el año 1333 el rey Eduardo III de Inglaterra otorgó Man a William de Montacute, primer Conde de Salisbury y tercer barón Montacute como posesión absoluta y sin ningún servicio. En 1392 su hijo vendió la isla, incluyendo su soberanía a Sir William Le Scrope. En 1399 el rey Enrique IV de Inglaterra se apoderó de ella tras decapitar a Le Scrope, que había apoyado a Ricardo II. La isla pasó a la Corona inglesa, que se la entregó a Henry Percy, primer conde de Northumberland, pero fue proscrito y desposeído, y en 1405 Enrique IV concedió la isla, con el apoyo del obispado, a Sir John Stanley, que fue nombrado conde de Man. En 1406 esta concesión fue extendida —bajo sistema feudal y sometimiento a la Corona inglesa— a los herederos de Sir John. El pago de los señores de Man sería vasallaje y el tributo de dos halcones a todos los futuros reyes de Inglaterra en sus coronaciones.
Con la llegada de Sir John Stanley y su familia al trono de Man, comenzó una época más estable para la historia de la isla. Aunque los nuevos señores raramente visitan su posesión, enviaron gobernadores, que en general, actuaron con justicia. De los trece miembros de la familia Stanley que gobernaron Man, Sir John II Stanley (1414-1432), James VII Stanley (conde de Man) (1627-1651) y James X Stanley (1702-1736) fueron los que tuvieron más influencia en la historia de la isla. El primero introdujo el juicio jurídico en lugar del juicio por duelo, y ordenó la elaboración de un código de leyes. El segundo, conocido como el Gran Stanley y su esposa Charlotte de la Tremoille, son probablemente las figuras más destacadas de la historia de la Isla de Man.

## La Guerra Civil Inglesa y el Interregno

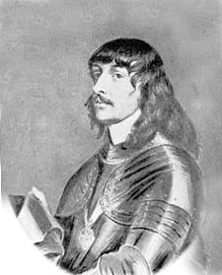
James Stanley (1627-1651).

En el año 1643 Carlos I de Inglaterra, ordenó a James VII Stanley, Conde de Man y Derby, que fuera a Man, donde el pueblo, sin duda influido por el conflicto entre corona y parlamento, amenazaba con rebelarse.
La llegada de James Stanley, con soldados ingleses, impidió cualquier tipo de revuelta. Tranquilizó al pueblo manx por su afabilidad, y ordenó traer a varios artesanos ingleses para que instruyeran a la población en diversas artes y oficios, y trató de ayudar a los granjeros a mejorar la raza de los caballos manx, al mismo tiempo que limitaba los impuestos eclesiásticos. Sin embargo, a pesar de sus medidas conciliadoras, los habitantes de Man nunca tuvieron menos libertad. Los impuestos de la isla fueron incrementados, tropas inglesas fueron acantonadas y fueron obligados a aceptar arrendamientos de tres vidas en lugar de retener su posesión a cambio de una parte de la cosecha.
Seis meses después de la muerte de Carlos I en 1649, James Stanley recibió un mensaje del General Henry Ireton, un partidario del parlamento, en el que le ordenaba que rindiera la isla. El Conde de Man se negó. En agosto de 1651 acudió a Inglaterra con sus tropas, entre las que se encontraban 300 soldados de Man para unirse al rey Carlos II, pero los realistas fueron derrotados de forma decisiva en la Batalla de Worcester. El conde de Man fue capturado, encarcelado en el Castillo Chester, juzgado por un consejo de guerra y ejecutado en Bolton.

## Rebelión
Poco después de la ejecución de James Stanley, la Milicia de Man, bajo las órdenes de William Christian (Illiam Dhone en lengua manx), se rebeló en nombre del Parlamento inglés contra la Condesa Charlotte y capturó todos los fuertes de la isla excepto Rushen y Peel. Los rebeldes recibieron la ayuda del Coronel Robert Duckenfield, ante el que la condesa se rindió tras una breve resistencia.
Oliver Cromwell nombró a Thomas Fairfax, señor de Cameron, Lord de Man y de las Islas en septiembre de 1651, restaurando la relación con el gobierno de Inglaterra.

## La restauración de los Stanley
La restauración de la familia Stanley en el gobierno de la Isla de Man en el año 1660, provocó algunas fricciones y altercados. Uno de los primeros actos del nuevo Lord, Charles Stanley, fue ordenar el juicio de William Christian. Fue declarado culpable y ejecutado. De los demás rebeldes manx sólo tres no se beneficiaron de una amnistía general. Sin embargo, el rey Carlos II los perdonó mediante una orden del consejo real, y los jueces responsables de la condena de William Christian fueron castigados.
El siguiente acto de Charles Stanley fue negar la perpetuidad de la posesión de las tierras, pues las medidas de arrendamiento de su predecesor no habían llegado a aplicarse. Sin embargo, esta política casi provocó el estallido de una rebelión de su autoridad y el abandono de la agricultura. Muchos manx prefirieron dedicarse a la pesca y el comercio de contrabando.
Charles Stanley murió en 1672 y fue sucedido por su hijo William Richard George Stanley hasta su muerte sin hijos en 1702.
La cuestión agraria no se solucionaría hasta 1704, cuando James XI Stanley, hermano y sucesor de William, y siguiendo el consejo del obispo Thomas Wilson, alcanzó un acuerdo con los terratenientes de Man, que fue certificado en el Acta de Arrendamiento de 1703. Este tratado aseguraba a los terratenientes la posesión de sus tierras a perpetuidad a cambio del pago de una renta fija y un pequeño impuesto de sucesión o alienación. Para el pueblo de Man este documento constituye su Carta Magna. Con el paso del tiempo, y a medida que el valor de sus propiedades se incrementaba la renta se convirtió en un pago casi nominal, que se extinguió mediante adquisición en 1916.

## El período de “Contención”

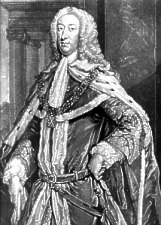
James Murray, Duque de Atholl, señor (1736-1764) y gobernador (1736-1744) de la Isla de Man.

Lord James Stanley murió en 1736, y la soberanía de la Isla de Man pasó a James Murray, Duque de Atholl, su primo y heredero. En 1764 fue sucedido por su única hija superviviente, Charlotte Murray, Duquesa de Atholl y Baronesa Strange, y su marido John Murray, que en virtud de los derechos heredados por su esposa se convirtió en Señor de Man. En la década de 1720 el contrabando se había incrementado enormemente, convirtiéndose en una de las principales actividades económicas en la isla. El Parlamento limitó algo las actividades de contrabando, pero durante los últimos años del reinado de los Duques de Atholl (1756-1765) alcanzó semejantes proporciones que se hizo necesario suprimirlo. Con esta intención el Parlamento inglés emitió el Acta de Compra de la Isla de Man de 1765 (habitualmente llamada “Acta de Contención” por los manx) por la que el gobierno adquiría los derechos de los duques de Atholl como Señores de Man, incluyendo los símbolos señoriales, por una suma total de 70.000 libras esterlinas, junto con una pensión anual para el duque y la duquesa. Los duques retuvieron sus derechos señoriales, el patronazgo del obispado y algunos privilegios adicionales, hasta que los vendieron por la suma 417.144 libras en 1828.
Durante el “período de contención” el gobierno inglés emitió leyes para establecer el control sobre su economía, con la aprobación del Señor de Man. Además de la contención y la imposición del Acta de Contrabando de 1765 (llamada Acta de Agravio por los manx), el parlamento de Westminster emitió varias leyes con respecto a los modos de vestir, puertos y comercio, así como otras medidas de carácter general, insertando cláusulas adicionales que permitían la imposición de castigos por el incumplimiento de las actas. Estos cambios en conjunto transmitieron la soberanía de la Isla de Man al Rey de Gran Bretaña e Irlanda, y modificaron el derecho tradicional de la isla. Sus antiguas leyes y costumbres escritas no fueron alteradas, pero en muchos sentidos la “contención” provocó efectos adversos. Los Señores de Man raramente habían sido gobernantes modélicos, pero la mayoría de ellos se habían interesado en el gobierno de sus posesiones y el bienestar de sus habitantes. En la nueva situación jurídica la administración se encontraba en manos de oficiales parlamentarios que consideraban Man un pestilente nido de contrabandistas, por lo que era su deber sacar tanto beneficio como pudieran de sus cargos.
Este estricto período de control administrativo fue suavizado entre 1793 y 1826, cuando el duque John Murray fue nombrado gobernador de Man, que aunque mantuvo disputas con la Casa de Keys y sólo se preocupaba de sus intereses pecuniarios, en ocasiones promovió la prosperidad de la isla. Tras su marcha, los oficiales parlamentarios reocuparon su lugar, pero mostraron mayor consideración que antes. Por otra parte como las actas inglesas habían reducido –aunque no suprimido- el contrabando en la Isla de Man y como la economía de la isla comenzaba a producir beneficios, las autoridades inglesas comenzaron a actuar de forma más favorable, reduciendo las tarifas y promoviendo algunas obras públicas.

## Período moderno
A partir de 1866, cuando la Isla de Man obtuvo cierta medida de representación nominal, los manx hicieron destacados progresos y actualmente la isla constituye una comunidad próspera, con ciertas ventajas fiscales y una declinante industria turística.
La Isla de Man fue utilizada como base para campos de internamiento civil durante las dos guerras mundiales. Durante la Primera Guerra Mundial hubo dos campos, uno de los cuales fue reconstruido como campamento de vacaciones en Douglas y el otro en Knockaloe en la parroquia de Patrick. Durante la Segunda Guerra Mundial hubo otros campos más pequeños en Douglas, Peel, Port Erin y Ramsey.
A comienzos del siglo XX se produjo un período de renacimiento musical y cultural del lenguaje manés, aunque sólo tuvo un éxito parcial. A mediados del siglo XX, el primer ministro irlandés Éamon de Valera visitó la isla, y se angustió tanto por la carencia de apoyo hacia el manés que inmediatamente ordenó que se enviase un equipo de grabación desde Dublín. El último hablante nativo de manés murió en la década de 1970. A medida que avanzaba el siglo XX la industria turística comenzó a declinar, pues ingleses e irlandés comenzaron a elegir España como destino de vacaciones. El gobierno de Man reaccionó a esta situación mediante ventajas fiscales, que aunque tuvieron un efecto beneficioso sobre la economía, también se encontraron con sus detractores, que acusaron al gobierno de corrupción fiscal y blanqueo de dinero negro. En los últimos años el nacionalismo manx ha experimentado cierto ímpetu, manifestado en la aparición de varios partidos políticos como el Mec Van, y el Manx National party, así como el difunto grupo Fo Halloo (Clandestino), que inició una campaña de pintadas e incendios contra intereses ingleses.
Durante finales del siglo XX y comienzos del siglo XXI se ha producido un mayor reconocimiento y revitalización de la cultura manx, se ha creado la primera escuela primaria de lenguaje manx, y la economía de la isla está experimentando un proceso de readaptación.